# スターぼうず
『スターぼうず』(STAR BOWS)は、日本の特撮テレビ番組。2000年12月7日から2001年3月1日までBS-iで放送された。宇宙を舞台としたSFコメディ作品である。

## 概要
円谷英二生誕100年記念作品として、BS-i開局と同時に放映された作品であり、円谷英二の息子である円谷粲が製作総指揮を務めた。アメリカSF映画『スター・ウォーズ』のパロディとして、悪役として位置づけられる集団の中の下級兵士たちが無茶な作戦に振り回される姿が、コメディとして描かれている。
コメディ作品でありながら、監修に特撮映画界の重鎮・中野昭慶、メカニックデザインに大河原邦男を起用するなど、SF作品として本格的なスタッフが制作に携わっている。アニメーション作品のメカニックデザイナーとして知られる大河原は、実写作品の担当は本作品が初となった。
後に人気タレントとなるベッキーがレギュラー出演しており、監督の畑澤和也は、テレビ番組でベッキーが本作品の思い出を話していて嬉しかったと語っている。

## あらすじ
銀河系の彼方。圧倒的な武力で銀河を支配する史上最強の帝国・マガドラス帝国と、帝国に反旗を翻す共和国軍ピジョナリーとの戦いが、何世代にもわたって続けられていた。そんな中、帝国軍の志願兵ケンが軍の8823（ハヤブサ）部隊に配属されるが、この8823部隊は辺境惑星に配属された落ちこぼれ部隊であり、上官からの命令は不条理なものばかり。軍の正義を盲信するケンと、一癖も二癖もある兵士たちが騒動を巻き起こす。

## 登場人物
ケン
帝国軍の末端小隊である8823部隊に新たに配属された志願兵。帝国軍の掲げる正義を盲信しているが、猪突猛進の熱血漢のため、しばしばトラブルを起こす。23歳。
バン
8823部隊の砲撃手。ケンの先輩で、10年前から軍に服役している。腕は良いが日和見主義で、任務にはあまり熱心でない。
ルカ
8823部隊の通信担当アンドロイド。外見はごく普通の明るい少女だが、実は部隊最強。人材派遣会社から派遣されている派遣社員ならぬ派遣軍人で、契約時間以外は働かない主義。
レオナ
8823部隊の女性指揮官。強面の上官として兵士たちに理不尽な命令を下すが、その裏では上層部の指令に頭を悩ませる中間管理職でもある。23歳。
田中くん
ケンに次いで8823部隊に配属されたパイロット。ワニそっくりの顔を持つ爬虫類型人類で、姿に似合わず部隊中で最もまともな性格。本名が非常に長いので「田中くん」と呼ばれている。
ジョセフィーヌ
8823部隊の情報分析を担当する女性型ロボット。欠陥品であり、余計な計算と役立たずの発明ばかりしており、肝心なときに決まって電源が切れる。
アラン・アルト
「青い流星」の二つ名で恐れられるピジョナリーの美形将校。「ホース」と呼ばれる特殊能力を持ち、他人の心を読むこともできる。27歳。
ナターシャ
ピジョナリーの指導者的存在の美少女。軍の名誉准将として兵士たちの士気を上げる。実はケンの初恋の相手。20歳。

## 出演
参照宇宙船YB 2001, p. 98
- ケン - 緒方雅史（Over Drive）[6]
- バン - 石野敦士（Over Drive）[6]
- ルカ - ベッキー[6]
- 田中くん（声） - 茶風林[6]
- ジョセフィーヌ（声） - 高島雅羅[6]
- アラン・アルト - 森久保祥太郎[6]
- ナターシャ - 原史奈[6]
- レオナ - 三田あいり[6]
- リキ - 大熊啓誉[6]
- ジャック・ドゥ - ディーン・マックレラン
- ベティ・ドゥ - ベリンダ・バッスウェル
- ナレーション - 青山穣

### ゲスト
- ボウズ博士 - ダン・ルビダ（0）
- 大佐 - 潮哲也（3）
- リー - 野中りえ（4）
- イザベル - 今津麻美（9）

### スーツアクター
- 田中くん：大谷智子[7]
- ジョセフィーヌ：杉本るう[7]

## スタッフ
出典：公式サイト
- 監修：中野昭慶
- 製作総指揮：円谷粲
- 製作：原田俊明（TBS）、藤原正道（東宝）、中田ルオ（レイアップ）
- 企画：五十嵐衛（TBS）、斉春雄（東宝）
- 監督：川崎郷太、長江俊和、小久保利己、広田幹生
- 脚本：林民夫、吉田玲子、岡野勇気
- 音楽：中川孝
- メカニカルデザイン：大河原邦男、河村一郎、山田隆弥
- キャラクターデザイン：マイケル原腸、乙一大弓冬
- プロデュース：源生哲雄（TBS）、村田祐一（東宝）、畑澤和也（レイアップ）
- 製作・企画：TBS、東宝、レイアップ
- 制作：円谷映像

## 主題歌
オープニング主題歌「Space Surfer」
作詞・作曲 - Show-Taro / 編曲 - モスキート・ミルク&梅堀淳 / 歌 - Mosquito Milk
エンディング主題歌「恋を始めましょう」
作詞・作曲 - 大藤史 / 編曲 - 光田康典 / 歌 - 原史奈

## 放映リスト
| 放送日   | タイトル                        | 脚本     | 監督       |
| -------- | ------------------------------- | -------- | ---------- |
| 12月7日  | エピソード0 総集編              |          |            |
| 12月14日 | 帝国軍は燃えているか!           | 林民夫   | 川崎郷太   |
| 12月21日 | 2001秒宇宙の旅!                 | 林民夫   | 川崎郷太   |
| 12月28日 | フルメタリックジャケット!       | 岡野勇気 | 長江俊和   |
| 1月4日   | ホース・アタック!               | 林民夫   | 川崎郷太   |
| 1月11日  | プライベート・タートル!         | 吉田玲子 | 小久保利己 |
| 1月18日  | Bの悲劇!                        | 岡野勇気 | 長江俊和   |
| 1月25日  | 時をかける少年少女!             | 岡野勇気 | 長江俊和   |
| 2月1日   | 地獄の黙痔録!                   | 吉田玲子 | 小久保利己 |
| 2月8日   | 恋の惑星!                       | 吉田玲子 | 広田幹夫   |
| 2月15日  | アンドロイドは電気羊を食べるか? | 吉田玲子 | 小久保利己 |
| 2月22日  | 私たちに明日はない!             | 林民夫   | 広田幹夫   |
| 3月1日   | 帝国軍より愛をこめて!           | 林民夫   | 広田幹夫   |